# Абдукарімов Мамаджан
Мамаджан Абдукарімов (1905, кишлак Куліходжа Наманганського повіту Ферганської області, тепер Узбекистан — січень 1983, місто Ташкент, тепер Узбекистан) —  радянський узбецький діяч, 1-й секретар Організаційного бюро ЦК КП(б) Узбекистану по Самаркандській області.

## Життєпис
Народився в родині наймита.
У травні 1914 — листопаді 1918 року — наймит у бая в кишлаку Курама Ташкентського повіту Сирдар'їнської області, в кишлаку Пангас Наманганського повіту, в селі Янгі-Базар Ташкентського повіту і в місті Ташкенті.
У листопаді 1918 — березні 1921 року — кучер, двірник продовольчого відділу Народного комісаріату продовольства Туркестанської АРСР у Ташкенті.
З березня 1921 по січень 1928 року працював робітником у трестах «Турквино» і «Узбеквино» в Ташкенті.
У 1926 році закінчив курси із ліквідації безграмотності при заводі тресту «Узбеквино» № 7 у Ташкенті.
У січні 1928 — квітні 1932 року — робітник, секретар партійного осередку заводу № 7 Узбексільпрому в Ташкенті.
Член ВКП(б) з квітня 1929 року.
З квітня по травень 1932 року — голова Пролетарської районної ради профспілок міста Ташкента.
У травні — вересні 1932 року — секретар партійного колективу 1-ї групи цегляних заводів Узсилікаттресту в Ташкенті.
У листопаді 1932 — березні 1935 року — завідувач відділу, заступник секретаря Пролетарського районного комітету КП(б) Узбекистану міста Ташкента.
У березні 1935 — лютому 1938 року — 2-й секретар, 1-й секретар Заамінського районного комітету КП(б) Узбекистану Самаркандської області.
У лютому — червні 1938 року — 1-й секретар Організаційного бюро ЦК КП(б) Узбекистану по Самаркандській області.
У червні — вересні 1938 року — 2-й секретар Самаркандського обласного комітету КП(б) Узбекистану.
У жовтні 1938 — листопаді 1939 року — начальник Ургутського районного земельного відділу Самаркандської області.
У листопаді 1939 — вересні 1940 року — заступник уповноваженого Народного комісаріату заготівель СРСР по Самаркандській області.
З вересня 1940 по лютий 1941 року не працював.
У лютому — квітні 1941 року — уповноважений Народного комісаріату заготівель СРСР по місту Ташкенту.
У квітні 1941 — травні 1942 року — уповноважений Народного комісаріату заготівель СРСР по Карасуйському районі Ташкентської області.
З травня 1942 по листопад 1943 року — заступник голови колгоспу в селі Ленінське Ташкентської області.
У листопаді 1943 — грудні 1944 року — 1-й секретар Кувасайського районного комітету КП(б) Узбекистану.
У січні 1945 — квітні 1946 року — начальник Сталінського (тепер Шахриханського) районного земельного відділу Андижанської області.
З квітня 1946 по червень 1947 року працював майстром Ташкентського цегляного заводу.
З червня 1947 по квітень 1950 року — заступник голови колгоспу в Карасуйському районі Ташкентської області.
З квітня по грудень 1950 року не працював через хворобу, проживав у Ташкенті.
У грудні 1950 — січні 1955 року — голова артілі імені Жданова, вантажник лісоторгового складу в Ташкенті.
З січня 1955 по квітень 1958 року — вантажник центральної бази Головного управління «Узголовтекстильпостач». З квітня 1958 по серпень 1961 року — вантажник центральної бази Головного управління «Узголовлегпостач» у Ташкенті.
З серпня 1961 по березень 1962 року не працював через хворобу. З березня 1962 по грудень 1967 року — на пенсії в місті Ташкенті.
З грудня 1967 по лютий 1969 року — вантажник бази Головного управління «Узголовліспостачзбут».
З лютого 1969 року — на пенсії в місті Ташкенті.
Помер у січні 1983 року в Ташкенті.

## Нагороди
- медалі